# Pilar de 6

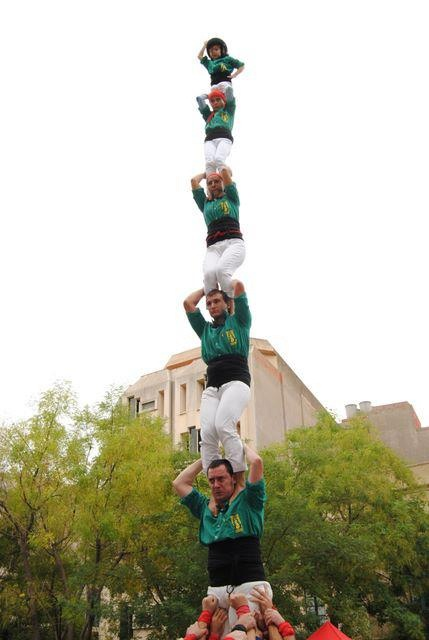
Primer pilar de 6 carregat pels Castellers de Sabadell en la XVIII Diada dels Saballuts.(2011)

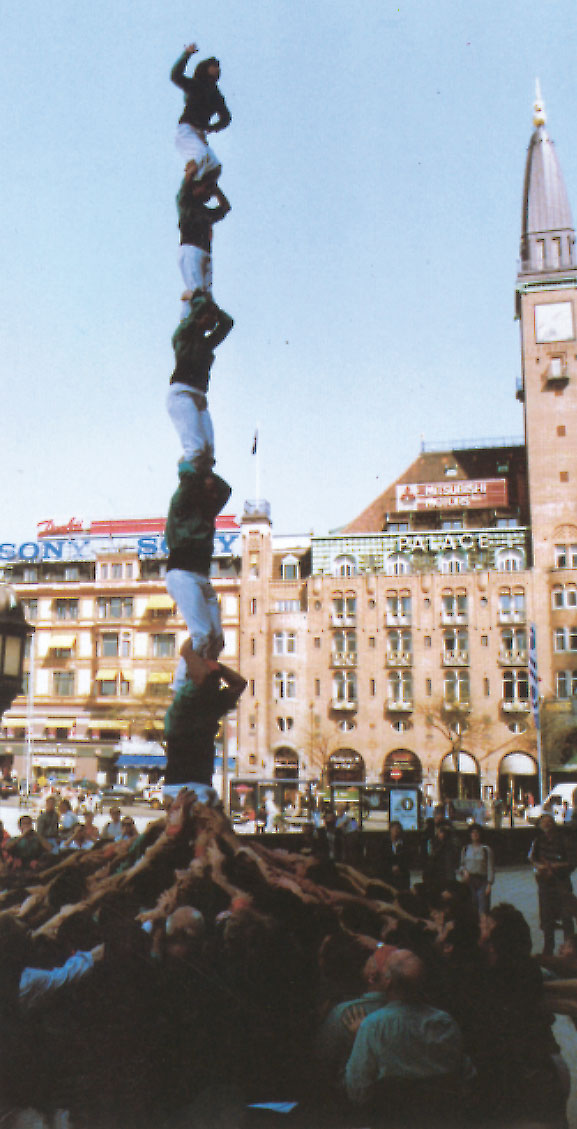
Pilar de 6 dels Castellers de Vilafranca fet en un viatge de la colla a Copenhaguen. (1996)

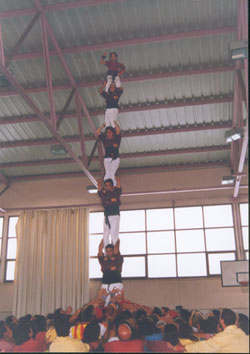
Primer pilar de 6 carregat pels Xics de Granollers a Llinars del Vallès. (1998)

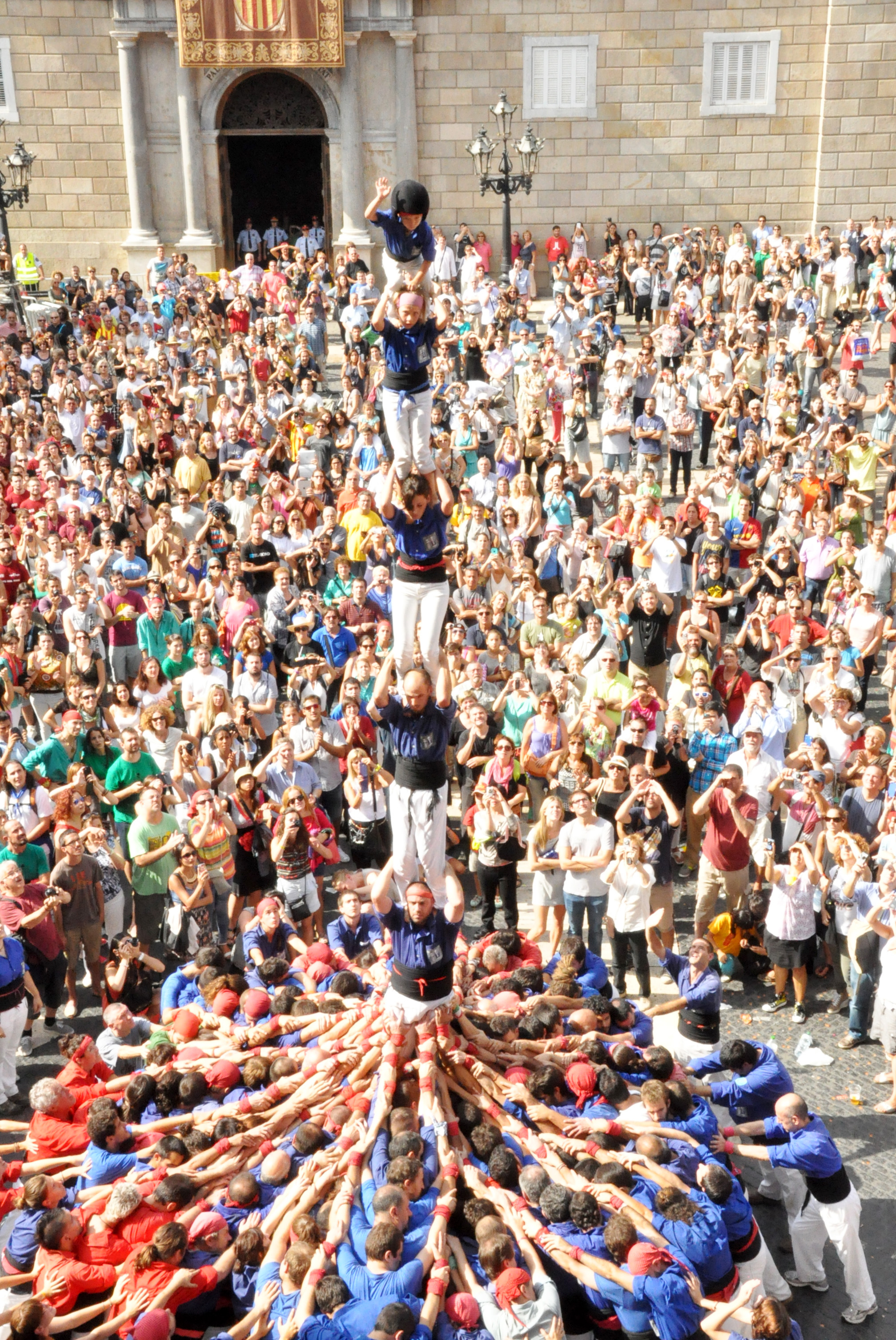
Pilar de 6 dels Castellers de la Vila de Gràcia fet a Barcelona el dia de la Mercè del 2013.

El pilar de 6 és un castell de 6 pisos d'alçada i un casteller per pis. És un castell molt tècnic i que té una dificultat similar a la dels castells de 8 bàsics (la taula de puntuació del concurs de castells de Tarragona li dona una puntuació similar a la del 4 de 8 i el 3 de 8). És el primer dels «grans pilars» o «pilars de mèrit», juntament amb el pilar de 7 amb folre, el pilar de 8 amb folre i manilles i el pilar de 9 amb folre, manilles i puntals.
Com que el pilar de 6 és un castell molt tècnic, moltes colles tenen un assaig específic per assajar pilars. En moltes ocasions els assajos es realitzen amb l'ajuda d'una estructura amb una xarxa de seguretat. Aquesta xarxa consta d'un forat al mig per on passen els castellers que pugen i en cas de caiguda la xarxa els para el cop. A part d'intentar evitar lesions, la xarxa és molt útil per a assajar perquè es poden fer proves de pilar més grans amb menys gent vigilant. Les dimensions de l'estructura de la xarxa varien depenent de les necessitats de cada colla i per tant, no hi ha un model concret.

## Història
És un castell que es realitzà en el segle xix. El darrer descarregat, abans de la decadència, fou l'any 1890 a Vilanova i la Geltrú, i el darrer carregat fou l'any 1906, a l'Arboç, quan es va veure l'últim pilar de 6 d'aquella època. Aquest castell també podria haver estat carregat el 31 d'agost de 1934, per part de la Colla Nova dels Xiquets de Valls, a Vilafranca.
Amb posterioritat a la Guerra Civil Espanyola es tornà a veure, de manera intermitent, a partir del 12 de novembre de 1967, quan els Nens del Vendrell carregaren per primer cop aquest castell, encara que de manera poc clara i discutida per altres colles. El carregaren de nou, de forma clara, el 15 d'octubre de 1968, i el descarregaren el 21 de setembre de 1969.
Fins a mitjans de la dècada de 1990 va ser un castell que es va continuar fent, però no era gaire freqüent. La Colla Vella dels Xiquets de Valls va carregar-lo el 24 de juliol de 1969, a Valls, per la Festa Major de la Cooperativa de Vivendes de la colla, i no el descarregà fins a l'any 1996, a l'interior de l'església de Bràfim per la Diada Nacional de Catalunya. Els Castellers de Vilafranca van carregar-lo per primera vegada el 19 de desembre del 1971 i el descarregaren el 30 d'agost del 1972. Els Nens del Vendrell el descarregaren altra vegada el 29 d'octubre del 1972. Aquest castell no tornaria a ser descarregat fins 16 anys després, quan el 15 d'octubre del 1988 la Colla Joves Xiquets de Valls el descarregà al Vendrell en la primera ocasió que el carregaven, sorprenent l'afició i convertint-se en la primera colla vallenca que el descarregava després de la decadència.
Just tres setmanes abans, els Minyons de Terrassa l'havien carregat per primera vegada, el 24 de setembre del 1988, en l'actuació de la Mercè, a la plaça de Sant Jaume de Barcelona. El 4 de novembre de 2012, Castellers de Terrassa, obtenen un dels majors èxits dels últims anys, descarregant el pilar de 6 al primer intent durant la celebració de la XXXIIIa. Diada de la Colla celebrada al Raval de Montserrat de Terrassa.
A partir de 1995 el pilar de 6 i la resta de grans pilars van tornar a prendre l'estatus que els pertanyia. Amb l'increment del treball per part de les colles en el treball de l'estructura del pilar, el castell començà a sovintejar a les actuacions de les colles que fan castells de vuit i nou pisos.

## Colles

### Assolit
Actualment hi ha 25 colles castelleres que han assolit el pilar de 6, 22 de les quals l'han descarregat i 3 que només l'han carregat i, per tant, no l'han descarregat mai. La taula següent mostra la data, diada i plaça en què les colles el carregaren i/o descarregaren per primera vegada, posteriorment a la guerra civil espanyola:
| Núm. | Colla                                    | Carregat               | Diada                                                       | Plaça                                                    | Descarregat            | Diada                                     | Plaça                                    |
| ---- | ---------------------------------------- | ---------------------- | ----------------------------------------------------------- | -------------------------------------------------------- | ---------------------- | ----------------------------------------- | ---------------------------------------- |
| 1    | Nens del Vendrell                        | 12 de novembre de 1967 | Setmana Jove                                                | Plaça Vella, El Vendrell                                 | 21 de setembre de 1969 | Diada de Sant Zacaries                    | El Vendrell                              |
| 2    | Colla Vella dels Xiquets de Valls        | 24 de juliol de 1969   | Festa Major de la Cooperativa de Vivendes de la Colla Vella | Valls                                                    | 11 de setembre de 1996 | Diada Nacional de Catalunya               | Interior de l'església de Bràfim         |
| 3    | Castellers de Vilafranca                 | 19 de desembre de 1971 | Diada castellera                                            | Plaça de la Vila, Vilafranca del Penedès                 | 30 d'agost de 1972     | Diada de Sant Fèlix                       | Plaça de la Vila, Vilafranca del Penedès |
| 4    | Nois de la Torre                         | 13 de novembre de 1977 | Diada Castellera                                            | Sant Jaume dels Domenys                                  | No descarregat         | No descarregat                            | No descarregat                           |
| 5    | Castellers de Barcelona                  | 11 de setembre de 1982 | Diada Nacional de Catalunya                                 | Banyeres del Penedès                                     | 26 d'octubre de 2008   | 6a Diada dels Matossers de Molins de Rei  | Molins de Rei                            |
| 6    | Colla Jove Xiquets de Tarragona          | 30 de setembre de 1984 | X Concurs de castells de Tarragona                          | Plaça de Braus, Tarragona                                | 24 de setembre de 1995 | Diada de la Mercè                         | Plaça de les Cols, Tarragona             |
| 7    | Xicots de Vilafranca                     | 7 de novembre de 1987  | 5è Aniversari dels Xicots de Vilafranca                     | Plaça de la Vila, Vilafranca del Penedès                 | 31 d'agost de 2015     | Diada de Sant Ramon                       | Plaça de la Vila, Vilafranca del Penedès |
| 8    | Minyons de Terrassa                      | 24 de setembre de 1988 | Diada de la Mercè                                           | Plaça de Sant Jaume, Barcelona                           | 18 d'octubre de 1998   | Diada dels Capgrossos de Mataró           | Mataró                                   |
| 9    | Colla Joves Xiquets de Valls             | 15 d'octubre de 1988   | Diada de Santa Teresa                                       | El Vendrell                                              | 15 d'octubre de 1988   | Diada de Santa Teresa                     | El Vendrell                              |
| 10   | Xiquets de Tarragona                     | 23 de setembre de 1995 | Diada de Santa Tecla                                        | Plaça de la Font, Tarragona                              | 15 de juny de 1996     | XI Festa Música i Castells                | Alcover                                  |
| 11   | Bordegassos de Vilanova                  | 5 de novembre de 1995  | Diada dels Castellers de Cornellà                           | Cornellà de Llobregat                                    | 24 de novembre de 1996 | Diada dels Bordegassos de Vilanova        | Vilanova i la Geltrú                     |
| 12   | Xiquets de Reus                          | 11 de setembre de 1998 | Diada Nacional de Catalunya                                 | Carrer Salvador Espriu, Reus                             | 24 de juliol de 2016   | Diada Castellera a El Catllar             | Plaça de la Vila, El Catllar             |
| 12   | Xics de Granollers                       | 11 de setembre de 1998 | Diada Nacional de Catalunya                                 | Pavelló de Llinars del Vallès                            | No descarregat         | No descarregat                            | No descarregat                           |
| 14   | Colla Castellera de Figueres             | 7 de maig de 2000      | Festes de la Santa Creu                                     | Figueres                                                 | No descarregat         | No descarregat                            | No descarregat                           |
| 15   | Marrecs de Salt                          | 6 d'octubre de 2002    | XIX Concurs de castells de Tarragona                        | Plaça de Braus, Tarragona                                | 27 d'octubre de 2013   | Fires i Festes de Sant Narcís             | Plaça del Vi, Girona                     |
| 16   | Capgrossos de Mataró                     | 17 de novembre de 2002 | 24a Diada dels Minyons de Terrassa                          | Raval de Montserrat, Terrassa                            | 2 d'agost de 2003      | Festa Major de la Mare de Déu de les Neus | Plaça de la Vila, Vilanova i la Geltrú   |
| 17   | Sagals d'Osona                           | 6 de juliol de 2003    | Festa Major de Vic                                          | Vic                                                      | 18 d'octubre de 2015   | Diada dels Castellers de Sabadell         | Plaça de Sant Roc, Sabadell              |
| 18   | Castellers de Lleida                     | 20 d'octubre de 2007   | 5a Diada de l'Esperidió                                     | Tarragona                                                | 10 de novembre de 2007 | 13a Diada dels Castellers de Lleida       | Lleida                                   |
| 19   | Castellers de Sants                      | 25 d'octubre de 2008   | 16a Diada de la Colla Jove de Castellers de Sitges          | Plaça del Cap de la Vila, Sitges                         | 22 de juny de 2013     | Diada de Festa Major de Sant Pere         | Plaça del Mercadal, Reus                 |
| 20   | Castellers de Sabadell                   | 23 d'octubre de 2011   | 18a Diada dels Saballuts                                    | Plaça de Sant Roc, Sabadell                              | 22 de juliol de 2012   | Diada de les Santes                       | Plaça de Santa Anna, Mataró              |
| 21   | Castellers de Terrassa                   | 4 de novembre de 2012  | XXXIII Diada dels Castellers de Terrassa                    | Raval de Montserrat, Terrassa                            | 4 de novembre de 2012  | XXXIII Diada dels Castellers de Terrassa  | Raval de Montserrat, Terrassa            |
| 22   | Castellers de la Vila de Gràcia          | 24 de setembre de 2013 | La Mercè                                                    | Plaça de Sant Jaume, Barcelona                           | 24 de setembre de 2013 | La Mercè                                  | Plaça de Sant Jaume, Barcelona           |
| 23   | Colla Castellera de Sant Pere i Sant Pau | 1 de juny de 2014      | Diada del local de Sant Pere i Sant Pau                     | Local dels Castellers de Sant Pere i Sant Pau, Tarragona | 26 de juliol de 2014   | Diada de Sant Jaume a la Pineda           | Plaça de l'Estany, Vila-seca             |
| 24   | Castellers de Sant Cugat                 | 15 de novembre de 2015 | Diada dels Castellers de Sant Cugat                         | Plaça d'Octavià, Sant Cugat del Vallès                   | 15 de novembre de 2015 | Diada dels Castellers de Sant Cugat       | Plaça d'Octavià, Sant Cugat del Vallès   |
| 25   | Moixiganguers d'Igualada                 | 26 d'agost de 2018     | Festa Major d'Igualada                                      | Plaça de l'Ajuntament, Igualada                          | 23 de setembre de 2023 | Diada de Misericòrdia                     | Plaça del Mercadal, Reus                 |

### No assolit
Actualment hi ha 7 colles castelleres que han intentat el pilar de 6, és a dir, que l'han assajat i portat a plaça però que no l'han carregat mai. D'aquestes colles, n'hi ha 3 que ja no existeixen: Castellers de Sitges, Colla Nova del Vendrell i Ganxets de Reus. La taula següent mostra la data, diada i plaça en què les colles que l'intentaren per primera vegada:
| Núm. | Colla                            | Intent                 | Diada                                  | Plaça                                           |
| ---- | -------------------------------- | ---------------------- | -------------------------------------- | ----------------------------------------------- |
| 1    | Castellers de Sitges             | 23 de setembre de 1972 | Diada de Santa Tecla                   | Plaça de l'Ajuntament, Sitges                   |
| 2    | Xiquets del Serrallo             | 9 de novembre de 1997  | Festa Major d'Altafulla                | Altafulla                                       |
| 3    | Castellers d'Esparreguera        | 11 de juliol de 1998   | Festa Major d'Esparreguera             | Esparreguera                                    |
| 4    | Colla Nova del Vendrell          | 8 d'octubre de 2000    | XVIII Concurs de castells de Tarragona | Plaça de Toros, Tarragona                       |
| 5    | Ganxets de Reus                  | 30 de setembre de 2000 | Festa Major d'Artesa de Segre          | Artesa de Segre                                 |
| 6    | Colla Jove Xiquets de Vilafranca | 10 de novembre de 2013 | Festa Major de Sant Martí              | Plaça de Francesc Layret, Cerdanyola del Vallès |
| 7    | Castellers de Sarrià             | 13 d'octubre de 2024   | Festa Major de Sarrià                  | Plaça del Consell de la Vila, Barcelona         |

## Variants
Com en el pilar de 4 i el pilar de 5, també existeixen diverses variants d'aquesta construcció molt menys freqüents:

### Aixecat per sota
El pilar de 6 aixecat per sota és una variant del pilar de 6 que es fa, tant en l'aixecada com en la descarregada, afegint i desmuntant els pisos per ordre invers des de dins de la pinya. Amb aquesta tècnica, la Colla Vella dels Xiquets de Valls va aconseguir carregar, per primer cop al segle xx, el pilar de 6 aixecat per sota el 15 d'agost de 1982 a Valls. A més d'algun intent esporàdic a càrrec d'alguna altra colla de castells, és una estructura que també, en els darrers anys, han realitzat en diverses ocasions els Falcons de Vilafranca.

### Amb folre
El pilar de 6 amb folre és un castell molt inusual que alguna vegada s'ha realitzat per part d'alguna colla com a part d'un exercici tècnic per assajar un posterior pilar de 7 amb folre. Aquest, per exemple, és el cas del pilar de 6 amb folre carregat per la Colla Joves Xiquets de Valls, durant la Diada de la Firagost a Valls, el 5 d'agost del 2009.
Al món de les colles castelleres universitàries, en canvi, el pilar de 6 s'acostuma a construir amb folre com a ajut al fet que tots els membres d'aquestes colles són majors d'edat. Aquesta construcció ha estat descarregada pels Arreplegats de la Zona Universitària, els Xoriguers de la UdG, els Ganàpies de la UAB, els Engrescats de la URL, els Bergants del Campus de Terrassa i els Trempats de la UPF.

### Caminat
El pilar de 6 caminat, o pilar de 6 caminant, és un castell inèdit durant el segle xx i xxi. Malgrat això, hi ha constància d'haver-se fet durant la primera època d'or, realitzat el 1879 per la Colla Vella dels Xiquets de Valls. El pilar de 6 caminant també fou realitzat en el segle xix per la Colla Joves dels Xiquets de Valls, incloent el pilar de sis pujant escales.

### Simultanis
Una variant que demostra un elevat domini tècnic d'una colla, a més de quantitat de castellers de tronc que executen pilars de màxima dificultat, és la de poder-ne fer dos de simultanis. Així, l'any 2001, es va poder veure com les dues colles que excel·lien més en aquest art, els Castellers de Vilafranca i els Minyons de Terrassa, portaven per primer cop a plaça els dos pilars de sis simultanis, cadascuna a la seva població. Ambdues colles van aconseguir el mateix resultat: un dels pilars descarregat i l'altre carregat: els verds ho van fer el 31 d'agost (diada de Sant Ramon) a Vilafranca del Penedès i els malva el 20 d'octubre a Terrassa.
Quatre anys després, el 9 d'octubre del 2005 a Tarragona, els Minyons de Terrassa ho van tornar a intentar i, ara sí, per primer cop a la història van aconseguir descarregar dos pilars de sis simultanis. Deu anys després, el 30 de maig del 2015 a Barcelona, els Castellers de Vilafranca també van aconseguir aquesta fita.
La Colla Vella dels Xiquets de Valls el 5 de novembre del 2017 a la Diada de la Fira de Vila-Rodona, van aconseguir per primera vegada descarregar dos pilars de 6 simultanis en el primer cop que ho intentaven.
Els Minyons de Terrassa el 20 de juliol del 2019 van repetir la gesta a la Diada de Sant Cugat, sent la única colla que ha descarregat els 2 pilars de 6 simultànis dos vegades, a part de la que van carregar el 2001.
| Colla                        | Data       | Població    | Assolits |
| ---------------------------- | ---------- | ----------- | -------- |
| Castellers de Vilafranca     | 31/08/2001 | Vilafranca  | 1d + 1c  |
| Minyons de Terrassa          | 20/10/2001 | Terrassa    | 1d + 1c  |
| Minyons de Terrassa          | 09/10/2005 | Tarragona   | 2d       |
| Castellers de Vilafranca     | 30/05/2015 | Barcelona   | 2d       |
| Colla Vella Xiquets de Valls | 05/11/2017 | Vila-rodona | 2d       |
| Minyons de Terrassa          | 20/07/2019 | Sant Cugat  | 2d       |

### Vanos
S'anomena vano la construcció simultània de pilars alineats i amb diferents alçades situats esglaonadament en forma triangular. En un vano de 6 es construeix un pilar central de sis flanquejat per dos pilars de cinc, que en un vano de 6 complet estan al seu torn flanquejats per dos pilars de quatre.

## Castells que incorporen el pilar de sis
A més a més dels vanos i de la construcció de pilars simultanis, el pilar de sis forma part dels castells de vuit pisos construïts amb la tècnica de l'agulla al mig. Per tal que la construcció d'aquests castells sigui vàlida, el pilar central ha de quedar totalment visible quan es desmunta l'estructura externa del castell. Els castells de vuit pisos amb el pilar de sis al mig construïts habitualment són el 4 de 8 amb l'agulla, el 3 de 8 amb l'agulla i el 5 de 8 amb l'agulla.